# Pelecanus occidentalis
El pelícano pardo (Pelecanus occidentalis) es una especie de ave pelecaniforme de la familia Pelecanidae que se encuentra en América desde el sur de los Estados Unidos (es el ave símbolo de Luisiana) hasta la Amazonía.

## Subespecies
La especie se subdivide en cinco subespecies:
- Pelecanus occidentalis californicus (pelícano pardo de California). Habita en California.
- Pelecanus occidentalis carolinensis (pelícano pardo de Carolina)  Gmelin, 1789.   Habita en las costas de océano Atlántico de Norteamérica.
- Pelecanus occidentalis murphyi (pelícano pardo del Pacífico)  Wetmore, 1945.  Habita en las costas del océano Pacífico de América central hasta Ecuador.
- Pelecanus occidentalis occidentalis (pelícano pardo del Caribe)  Linnaeus, 1766.  Habita en el mar Caribe.
- Pelecanus occidentalis urinator (pelícano pardo de las Galápagos)  Wetmore, 1945.  Habita en las islas Galápagos.